# 有巢氏
有巢氏，亦称大巢氏，為中国上古传说人物、氏族。
传说中华初民穴居野处，受野兽侵害，有圣人教民构木为巢，以避野兽，从此人民才由穴居到巢居，这位圣人因此被称为“有巢氏”，也成为人民的首领。这些传说实际上反映着当时人类发展的一个阶段，从原始的山洞居住发展到建造房屋的阶段，是进步的一个标志。
商朝时期的巢国，被认为是有巢氏的后裔所建立。

## 相關
- 南巢
- 巢国
- 凌家滩文化